# Dzigar kongtrül rinpoche
Dzigar kongtrül rinpoche is de titel van een tulkulinie van de karma kagyütraditie in het Tibetaans boeddhisme. De linie begint met Lodrö Thaye, vanaf wie vijf incarnatielinies starten.

## Lijst van Dzigar kongtrül rinpoches
|    | Naam          | Leven        | Wylie               |
| -- | ------------- | ------------ | ------------------- |
| 1. | Lodrö Thaye   | 1813-1899    | blo gros mtha' yas  |
| 2. | Lodrö Rabpel  | 1901-ca.1958 |                     |
| 3. | Jigme Namgyel | 1964         | jigs med rnam rgyal |